# Henrique Domingos Ribeiro Barbosa
Henrique Domingos Ribeiro Barbosa (São Luís, 22 de agosto de 1912 — )  foi um advogado e ministro brasileiro.
Graduou-se bacharel em ciências Jurídicas e sociais pela Faculdade Nacional de Direito do Rio de Janeiro em 1937. Em 1932 ingressou no Ministério da Fazenda no cargo de quarto escriturário, através de concurso publico, lotado na Delegacia Fiscal no Estado do Rio de Janeiro. Ocupou os seguintes postos no Ministério da Fazenda: Chefe de Gabinete do Diretor-Geral da Fazenda Nacional; Diretor do Serviço do Pessoal; Membro do Conselho de Política Aduaneira; Delegado do Brasil na 1ª série de negociações da Associação latino-americana de Livre Comércio (ALALC) realizadas em Montevidéu em 1961.
Exerceu também o cargo de Subsecretário de Estado dos Negócios da Fazenda na época do regime parlamentarista de João Goulart, ocupando cumulativamente a pasta da Fazenda no impedimento do titular. Serviu na Delegacia do Tesouro Brasileiro no exterior, no período de setembro de 1962 a março de 1967, tendo chefiado a Seção de Administração da Dívida Externa no período 1963-64.
No período de 1939-40 foi Chefe de Gabinete do Presidente do Departamento Administrativo do Serviço Público (DASP) e Diretor de Divisão nos anos de 1944-45. Foi membro fundador da Fundação Getúlio Vargas, integrando o seu conselho curador.
Foi ministro interino da Fazenda, de 22 de junho a 3 de agosto de 1962, no Governo João Goulart. Aposentou-se como Agente Fiscal em Tributos Federais.